# Downton Abbey

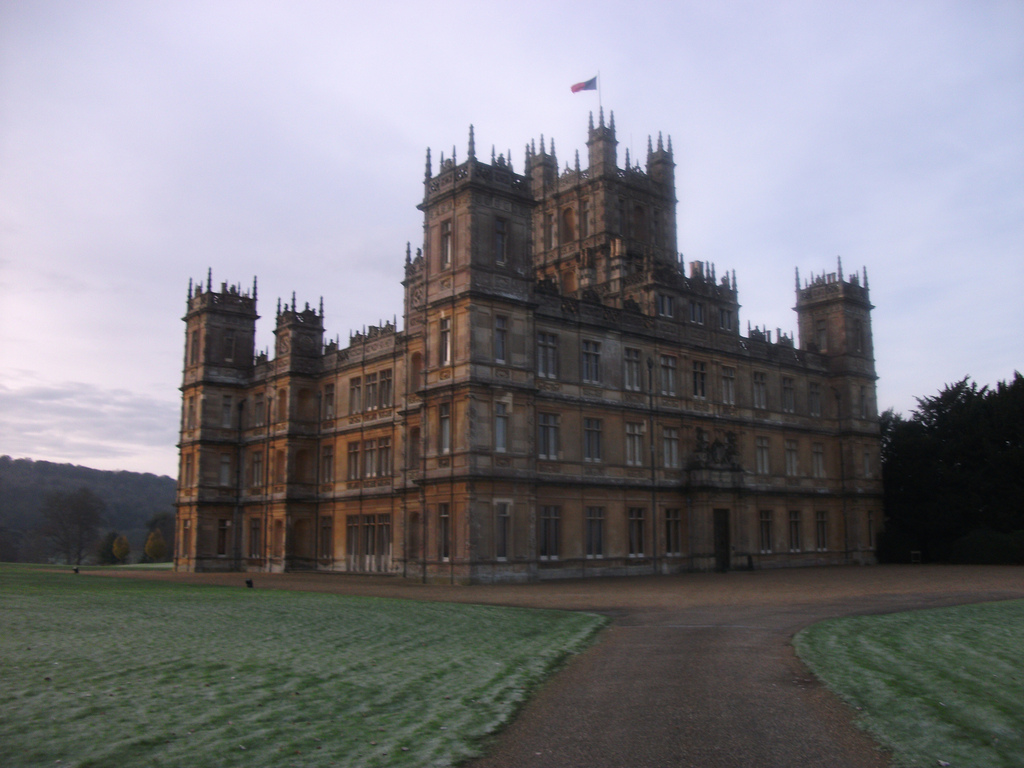
Highclere Castle, England

Downton Abbey är en brittisk tv-serie skapad av Julian Fellowes och Gareth Neame, samt primärt skriven av Fellowes. Serien hade premiär 2010 på ITV. Serien utspelar sig på det fiktiva godset Downton Abbey i engelska North Riding of Yorkshire, där tittarna får följa den aristokratiska familjen Crawley och dess tjänstefolk i början av 1900-talet. Serien är det mest framgångsrika kostymdramat sedan En förlorad värld från 1981, med fler än 10 miljoner tittare. Både första och andra säsongen nominerades till och vann ett flertal priser och utmärkelser; bland annat vann första säsongen en Golden Globe för Bästa miniserie 2011.

## Handling
Första säsongen utspelar sig mellan Titanics förlisning 1912 och första världskrigets utbrott 1914. Andra säsongen utspelar sig mellan åren 1916 och 1919, och 2011 års julavsnitt utspelar sig över långhelgen jul-nyår 1919–1920. Tredje säsongen utspelar sig mellan mars och augusti 1920, och julspecialen utspelar sig i augusti 1921. Den fjärde säsongen utspelar sig under 1922 och julspecialen under sommaren 1923, medan den femte säsongen tar sin början 1924 och avslutas av en julspecial som utspelar sig under jul och nyårsafton 1924. Den sjätte säsongen utspelar sig under 1925.

### Säsong 1
På det överdådiga edvardianska godset Downton Abbey lever earlen och grevinnan av Grantham med sina tre döttrar. Döttrarna har ingen rätt att ärva godset och dess tillgångar, men man planerar att låta äldsta dottern lady Mary gifta sig med släktingen Patrick Crawley som är heir presumptive. Denne befinner sig dock på Titanic, och omkommer i olyckan. Jakten på ny manlig arvtagare till fideikommisset tar vid och nästa i tur som arvtagare är en avlägsen släkting, Matthew Crawley (son till lord Granthams brylling),  en arbetande jurist som får lämna arbetet i Manchester och anländer till Downton Abbey tillsammans med sin mor Isobel. Den nye arvtagaren Matthew kämpar för att lära sig adelns vanor, bli accepterad och passa in i sitt nya liv. Känslorna börjar gro mellan honom och Mary, den äldsta dottern i familjen, men deras förhållande till varandra blir komplicerat.
Lord Granthams gamle vän John Bates anländer till Downton Abbey och söker arbete på godset som Granthams betjänt. Detta ses inte med blida ögon av Thomas Barrow, husets ambitiöse förstelakej, som varit ute efter den posten i två års tid och som gör allt för att se till att Bates tid på godset ska bli så kortvarig som möjligt. Bates är på flykt från sitt förflutna, som ständigt verkar hinna ikapp honom. Bates och kammarjungfrun Anna förälskar sig i varandra, men Bates mörka förflutna sätter ständigt deras förhållande på prov.

### Säsong 2
Första världskriget rasar i Europa och kriget drabbar även familjen Crawley och godset. Downton Abbey blir ett militärsjukhus för officerare i den brittiska armén vilka sårats vid fronten. Förändringarna välkomnas knappast av alla i familjen och bland tjänstefolket. Mary och Matthew verkar, efter ett par misslyckade försök att närma sig varandra, ha gått skilda vägar en gång för alla och förlovar sig på varsitt håll. Matthew tar värvning och skickas till skyttegravarna i norra Frankrike. Därmed sätter även han arvet på spel, och farhågorna tycks bli verklighet när han såras i strid och blir förlamad från midjan och ner, vilket verkar innebära att han aldrig kommer att kunna få några barn. Bitter och sorgsen isolerar sig Matthew från sin fästmö Lavinia och försöker förgäves övertala henne att bryta förlovningen, men när det visar sig att Matthews förlamning bara varit tillfällig inser han att han älskar Mary trots allt.
Yngsta dottern Sybil börjar engagera sig politiskt och dras allt mer till familjens irländske chaufför Tom Branson, som är radikal socialist och drömmer om ett självständigt Irland. De två förälskar sig och vägrar acceptera att deras olika sociala ställning ska stoppa deras kärlek. Sybil väljer att lämna det bekväma och bekymmerslösa livet på Downton Abbey för att flytta med Tom till Irland, något som framför allt lord Grantham har svårt att acceptera. Samtidigt går Edith ensam, och törstande efter kärlek söker hon sig till Sir Anthony Strallan, en vän till familjen som är betydligt äldre än hon. De två förenas dock i sin ofrivilliga ensamhet och en svårbalanserad kärlek uppstår mellan dem.

### Julspecial "Winter at Downton Abbey"
Denna utspelas från julen 1919 fram till nyårsdagen 1920.

### Säsong 3
Downton Abbey står inför nya oroliga tider när 1920-talet inleds. Lord Grantham har gjort dåliga investeringar som nästan ruinerat familjen och mycket tyder på att familjen Crawley inte längre kommer att ha råd att bo kvar. Matthew och Mary gifter sig slutligen men Matthew plågas av oro över att skadorna han drog på sig i kriget ska ha gjort honom steril, en farhåga som verkar besannas när Marys efterlängtade graviditet uteblir. Samtidigt brottas Matthew med en rad andra problem; fadern till hans före detta fästmö Lavinia, som föll offer för spanska sjukan, har avlidit och visar sig ha testamenterat en mycket stor summa pengar till Matthew. Pengarna skulle kunna lösa godsets och familjens ekonomiska problem men Matthew tvekar att ta emot dem eftersom han inte tycker sig vara värd dem. Detta skapar splittring i familjen och sätter ögonblickligen Matthews och Marys äktenskap på prov. Relationen mellan Matthew och Robert blir också allt mer spänd, då Robert vägrar inse att hans dåliga investeringar har gett familjen svåra problem och inte vill lyssna på Matthew, som hävdar att reformer är nödvändiga. I familjen stundar det även  bröllop mellan Edith och Sir Anthony Strallan sedan de två beslutat att gifta sig. Men deras förhållande väcker uppseende i familjen, som ser mycket skeptiskt på deras framtidsplaner.

### Julspecial "Downton Abbey: A Journey to the Highlands"
Familjen Crawley reser till Duneagle Castle Skottland utspelas julen 1920.

### Säsong 4
Marys tillvaro har slagits i spillror efter Matthews plötsliga död; otröstlig och energilös fördriver hon dagarna med att sörja sin avlidne make. Godset står också inför en rad nya problem. Matthews död har inte bara orsakat stor sorg i familjen Crawley, utan också osäkerhet kring vem som nu ska ärva fideikommisset eftersom Matthew inte lämnat något testamente. Enligt lagen är Marys och Matthews nyfödde son George ensam arvtagare, och Robert är den som ska förvalta egendomen tills George blir myndig, vilket i princip lämnar Mary helt utanför. Senare visar det sig dock att Matthew har efterlämnat ett testamente där han gör Mary till sin enda arvtagare, vilket Robert har svårt att acceptera. En tvist uppstår mellan Robert och Mary om hur godsets skatteskulder ska betalas. Familjen Crawley har också tagit sig an den unga och festglada Rose MacClare, som i sin jakt på spänning orsakar en rad problem. Annas och John Bates relation prövas svårt när Anna utsätts för ett övergrepp som hotar att ödelägga deras äktenskap.

### Julspecial "Downton Abbey: The London Season"
Familjen Crawley med tjänstefolk befinner sig i Grantham House, familjens Londonresidens. Coras mor, Martha Levinson, reser dit från New York tillsammans med sin son Harold. Rose ska göra sin debut och bli introducerad på Buckingham Palace.

### Säsong 5
Femte säsongen av serien hade brittisk premiär 21 september 2014 och historien tar sin början 1924 i samband med att Ramsay MacDonald blir Storbritanniens första premiärminister från Labourpartiet. Samhällsförändringar är att vänta och på Downton försöker man göra det bästa av situationen. Anna och John Bates jobbar med att hitta tillbaka till varandra, men återigen stöter de på svårigheter, när Anna hamnar i centrum för en mordutredning. Tom kämpar för att hitta sin plats på godset, men då han känner sig allt mer främmande inför societeten och den värld han lever i börjar han på allvar fundera på att starta ett nytt liv någon annanstans. Edith har svårt att förlika sig med att inte ha sin dotter hos sig och längtan tar till slut att överhanden. Isobel och Lord Merton planerar att gifta sig och planerar för ett liv tillsammans, men Lord Mertons söner försvårar situationen. För Rose stundar bröllop, men situationen är allt annat än problemfri eftersom brudgummens familj är judisk, och i synnerhet fadern har svårt att acceptera giftermålet.  Säsongen följdes av en julspecial den 27 december 2014.

### Julspecial "Downton Abbey: A Moorland Holiday"
Roses svärfar Lord Sinderby har hyrt Brancaster Castle i Northumberland och bjuder in familjen Crawley på ripjakt. Julen 1924 firas på Downton Abbey.

### Säsong 6
Den sjätte och sista säsongen hade premiär 20 september 2015. Säsongen tar sin början 1925, ett halvår efter att julspecialen "Downton Abbey: A Moorland Holiday" utspelade sig.
För familjen Crawley stundar nya förändringar: Runtomkring dem säljer adelsfamiljerna sina gods och Robert börjar inse att de inte kan fortsätta leva som de alltid har gjort, med ett överflöd av tjänstefolk. När rykten om uppsägningar når tjänstefolket sprider sig oron. Thomas inser snart att han är den som hänger mest löst och måste börja söka andra arbeten. Efter att ha återhämtat sig från sin senaste prövning vill Anna och John Bates bilda familj men Anna oroar sig för att hon inte kan få barn. Edith vill lämna Downton och flytta till London för att driva Michaels tidning på heltid och leva sitt eget liv tillsammans med sin dotter, men tvekar.
Samtidigt blossar en infekterad  strid upp i byns sjukhuskommitté, mellan Violet och Dr. Clarkson å den ena sidan och Cora och Isobel å den andra, om centralisering av sjukhusets styre. Mary och Edith verkar återigen ha funnit kärleken på varsitt håll men omständigheter runtomkring gör saker och ting komplicerade.

## Rollista

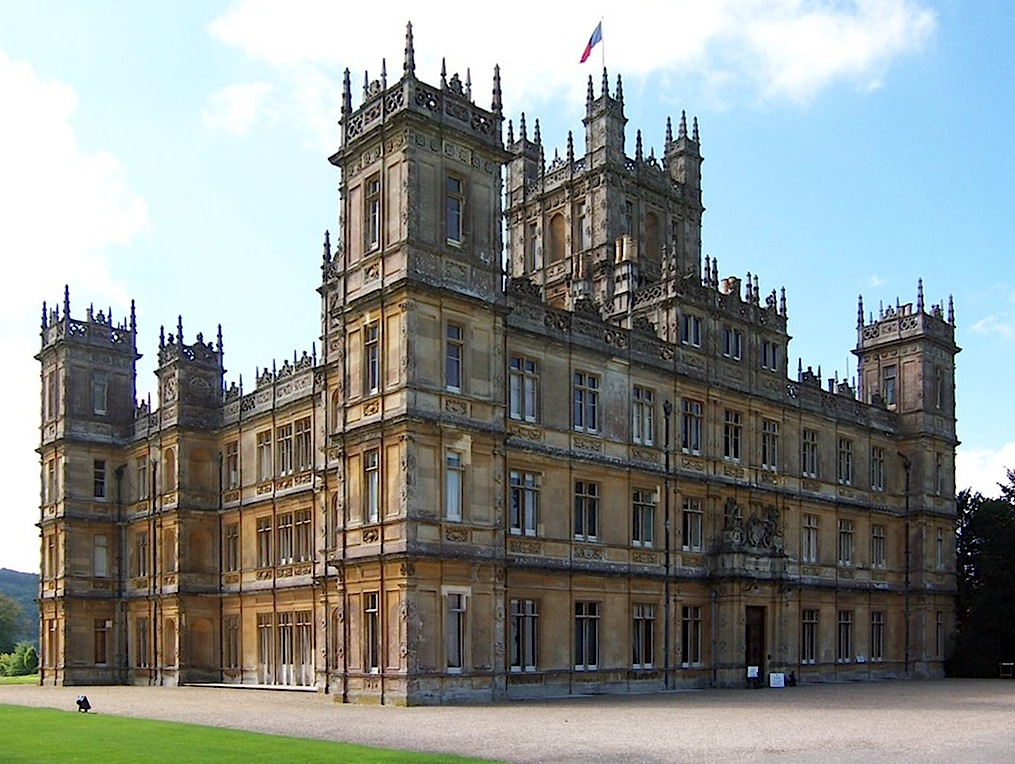
Highclere Castle, där TV-serien spelades in.

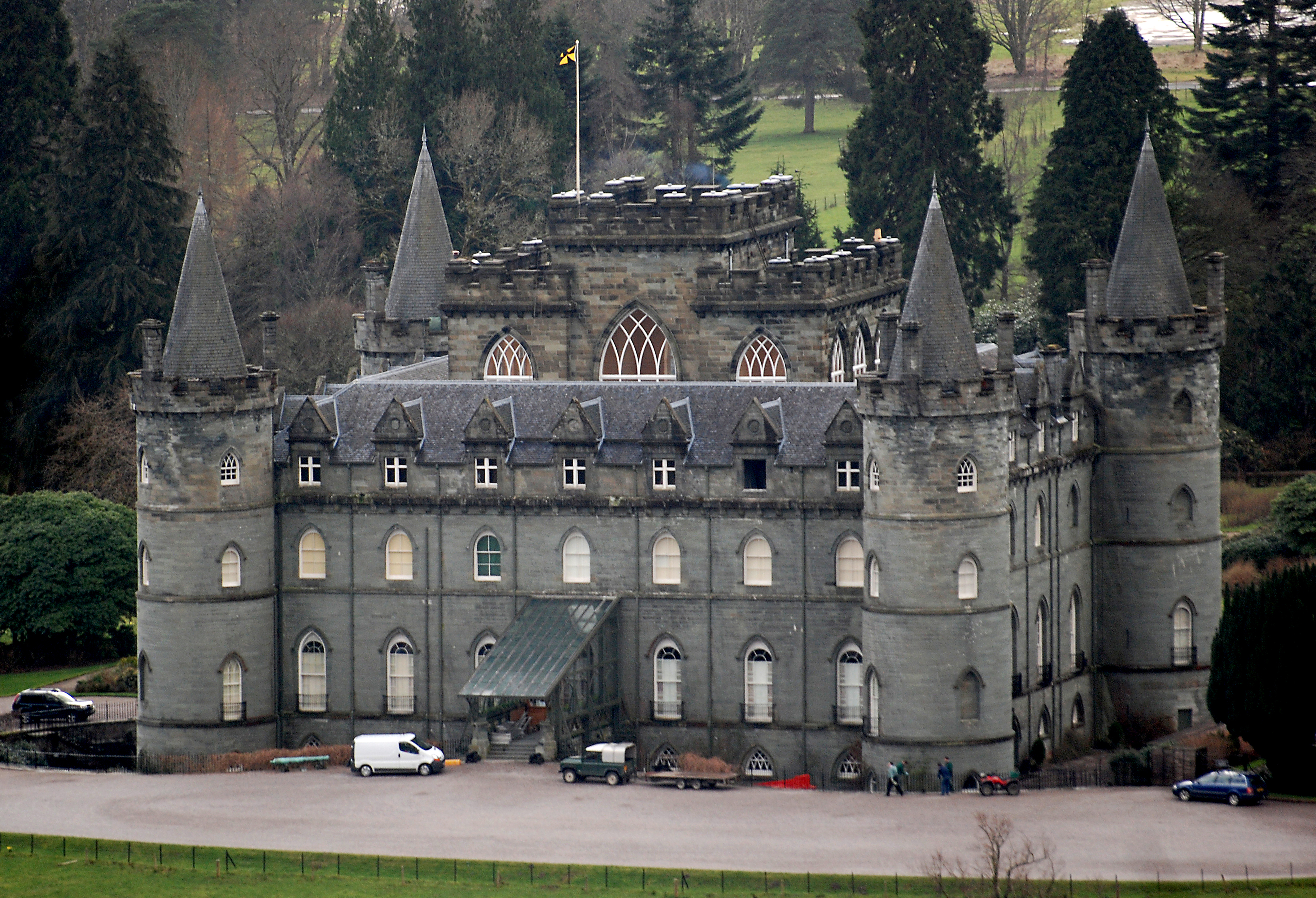
I Inveraray Castle i Skottland spelades julspecialen 2012 in.

### Familjen Crawley
- Maggie Smith (Violet Crawley, änkegrevinna av Grantham)
- Hugh Bonneville  (Robert Crawley, earl av Grantham)
- Elizabeth McGovern (Cora Crawley, grevinna av Grantham)
- Penelope Wilton (Mrs Isobel Crawley)
- Dan Stevens (Matthew Crawley)
- Michelle Dockery (Lady Mary Crawley)
- Laura Carmichael (Lady Edith Crawley)
- Jessica Brown Findlay (Lady Sybil Crawley, senare Branson)
- Lily James (Lady Rose MacClare)

### Tjänstefolk
- Jim Carter  (Mr Charles Carson, butler)
- Phyllis Logan (Mrs Elsie Hughes, hushållerska)
- Lesley Nicol (Mrs Beryl Patmore, kokerska)
- Brendan Coyle (John Bates, Lord Granthams betjänt)
- Siobhan Finneran (Sarah O'Brien, Lady Granthams kammarjungfru)
- Rob James-Collier (Thomas Barrow, förstelakej)
- Thomas Howes (William Mason, andrelakej)
- Joanne Froggatt (Anna Smith, senare med namnet Anna Bates, chefshusa)
- Rose Leslie (Gwen Dawson, husa)
- Sophie McShera (Daisy, assisterande kokerska)
- Andrew Westfield (Lynch, stallknekt)
- Kevin Doyle, (Molesley, Matthew Crawleys butler och betjänt)
- Christine Lohr (Mrs Bird, Matthew Crawleys kokerska)
- Matt Milne (Alfred Nugent, andrelakej)
- Edward Speleers (Jimmy Kent, andrelakej)
- Cara Theobold (Ivy Stuart, köksbiträde)
- MyAnna Buring (Edna Braithwait, husa)

### Återkommande rollfigurer
- David Robb (Dr. Clarkson, familjeläkare)
- Allen Leech (Tom Branson, familjens chaufför, senare gift med Lady Sybil)
- Robert Bathurst (Sir Anthony Strallan, vän till familjen och under en period Lady Ediths fästman)
- Brendan Patricks (The Hon. Evelyn Napier, möjlig make till Lady Mary)
- Samantha Bond (Lady Rosamond Painswick, lord Granthams syster)
- Charlie Cox (hertig av Crowborough, vän till familjen och Thomas älskare)
- Jonathan Coy (Mr George Murray, lord Granthams advokat)
- Nicky Henson (Mr Charles Grigg, Carsons tidigare vän)
- Clare Calbraith (Jane Moorsum, husa)
- Cal Macaninch (Henry Lang, lord Granthams betjänt)
- Shirley MacLaine (Martha Levinson, lady Granthams amerikanska mor)
- Charles Edwards (Michael Gregson, tidningsredaktör och Lady Ediths kärlek)
- Paul Giamatti (Harold Levinson, lady Granthams bror)
- Daisy Lewis (Sarah Bunting, lärarinna)

## Produktion och distribution
Highclere Castle i Hampshire användes som Downton Abbey, och tjänstefolkets bostäder byggdes upp och filmades på Ealing Studios. Utomhusscenerna filmades i byn Bampton i Oxfordshire, främst vid kyrkan St Mary’s och bybiblioteket, som fick bli sjukhus. Seriens rollfigurer nämner ofta städer i North Yorkshire som Malton, Easingwold och Kirkby Malzeard; Ripon och Thirsk nämns också. Downton-godset ligger i den fiktiva staden Downton, ett ortnamn som finns i flera engelska counties men inte i Yorkshire.
Skyttegravskrigsscenerna från första världskriget i Frankrike spelades in ute på landsbygden i Suffolk utanför byn Akenham. Haxby Park, egendomen som Sir Richard Carlisle vill köpa under andra säsongen, är en del av Waddesdon Manor i Buckinghamshire.
Den första säsongen kostade omkring 1 miljon pund per timme att göra, vilket gör den till den dyraste brittiska tv-serien som någonsin gjorts.
Julspecialen 2012 spelades in på Inveraray Castle i Skottland.
Julspecialen 2014 spelades in på Alnwick Castle i Northumberland.

### Distribution
Serien började visas 2010 på brittisk TV. Våren 2011 inleddes visningen av serien i SVT.